# Giustino di Gheradino da Forlì
Giustino di Gherardino da Forlì (fl. XIV secolo) è stato un pittore e miniaturista italiano di origine forlivese.

## Biografia
Giustino di Gheradino da Forlì o Giustino da Forlì nacque forse a Forlì o forse in Veneto. Certamente forlivese è il padre. Fu attivo nella seconda metà del trecento, in area veneta.
Oltre al luogo di nascita non sono noti né la data di nascita né il luogo e la data di morte.

## Stile
Le opere di Giustino presentano caratteri che le legano sia all'ambiente veneto sia a quello della Romagna, da cui proviene.

## Opere
Certamente di Giustino è l'antifonario della Chiesa di Santa Maria della Carità di Venezia (1365).
Altre opere gli sono attribuite, tra cui:
- un manoscritto contenente storie degli apostoli San Pietro e San Paolo, nonché di Sant'Albano, come pure dell'incontro tra il papa Alessandro III e l'imperatore Federico I Barbarossa, incontro avvenuto a Venezia nel 1177 (Civico Museo Correr, Venezia);
- un manoscritto contenente la Historia destructionis Troiae di Guido delle Colonne (Bibliotheca Bodmeriana, Cologny);
- due ritagli presenti al Saint Louis Art Museum.